# Borgo di Terzo
Borgo di Terzo é uma comuna italiana da região da Lombardia, província de Bérgamo, com cerca de 932 habitantes. Estende-se por uma área de 1 km², tendo uma densidade populacional de 932 hab/km². Faz fronteira com Albino, Berzo San Fermo, Entratico, Luzzana, Vigano San Martino.

## Demografia
| Variação demográfica do município entre 1861 e 2011                               |
|                                                                                   |
| Fonte: Istituto Nazionale di Statistica (ISTAT) - Elaboração gráfica da Wikipedia |